# اواندرو پائولیستا

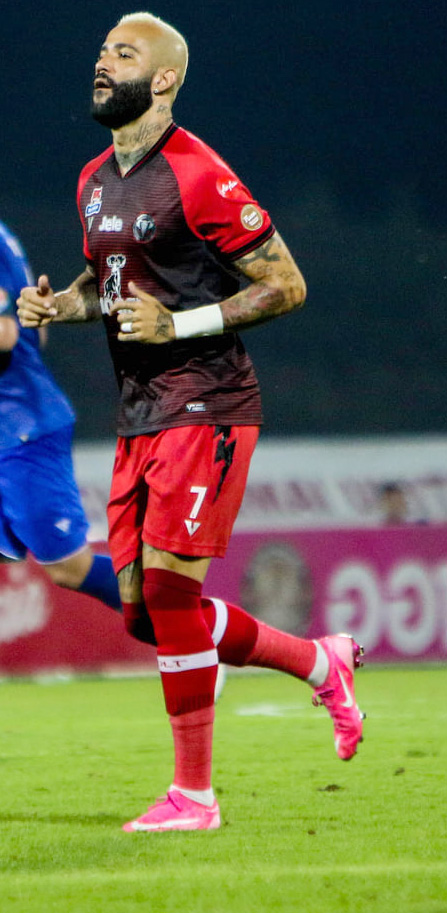
انوادرو سیلوا دو ناسیمنتو - ۲۰۲۱

انوادرو سیلوا دو ناسیمنتو (به پرتغالی: Evandro Silva do Nascimento) مهاجم اهل برزیل است که در شهر کورولوس، ایالت سائوپائولو و در تاریخ ۲۶ سپتامبر ۱۹۸۷ به دنیا آمده‌است.
انوادرو سیلوا دو ناسیمنتو در تیم‌های فوتبال Bonsucesso سابقهٔ حضور دارد.